# Szabad csoport
A matematikában a G csoport szabad csoport, ha létezik egy olyan S részhalmaza G-nek, hogy G minden eleme pontosan egyféleképpen írható fel S elemeinek és azok inverzeinek véges szorzataként. (Az egyféleképp úgy értendő, hogy a st-1 = su-1ut-1 jellegű „bővítésektől” eltekintünk.)
Egy kapcsolódó, de másmilyen fogalom a szabad Abel-csoport.

## Konstrukció
Az {\displaystyle F_{S}} szabad csoport S generátorhalmazzal való létrehozásához tekintsük a következő algoritmust:
Nevezzük szónak az S elemeibő és azok inverzeiből képzett szorzatokat. Például, ha S={a, b, c}, akkor az alábbi például egy szó:
{\displaystyle abc^{-1}ca^{-1}c\,}
Ha egy {\displaystyle s\in S} elem közvetlenül az inverze mellett szerepel, akkor a szó leegyszerűsíthető az s, s-1 pár elhagyásával:
{\displaystyle abc^{-1}ca^{-1}c\;\;\longrightarrow \;\;ab\,a^{-1}c}
Ha egy szó már nem egyszerűsíthető tovább, akkor redukáltnak nevezik. Az FS szabad csoport ekkor definiálható az összes S-ből származtatott redukált szó összességeként.

Ennek pontos bevezetése: 

Tekintsük az S-ből álló direktszorzatok unióját a következő módon:
{\displaystyle \bigcup _{i=1}^{n}\left(\times _{j=1}^{i}\left(S\right)\right)}, így megkapjuk az összes legfeljebb n hosszú szót.
Értelemszerűen a szavak hossza a direktszorzat komponenseinek száma legyen (pontos definíciója rekurzívan történik), valamint kiegészíthetjük az ún. üres szóval. 
Az „egymás után írás” műveletét úgy definiálhatjuk, hogy a direkt szorzatban hozzávesszük a második szó komponenseit, az üres szó esetén nem történik változás.
Ha kommutativitást is szeretnénk szabad csoportunkban, akkor két szó egyenlősége definiálható úgy is, hogy redukált szavaik csak a betűk sorrendjében különböznek. Természetesen ez is definiálható pontosan.

## Elemi tulajdonságok
A szabad csoportok néhány tulajdonsága a definícióból közvetlenül adódik:
- Minden G csoport valamely F(S) szabad csoport homomorf képe, ahol S a generátorhalmaz. A természetes {\displaystyle f:F(S)\to G} leképezés epimorfizmus. Ebből következik az állítás.
- Ha S több, mint egy elemmel rendelkezik, akkor F(S) nem kommutatív, azaz nem Abel-csoport.
- Két F(S), F(T) szabad csoport akkor és csak akkor izomorf, ha S és T számossága megegyezik. Ezt a számosságot nevezik a szabad csoport rangjának is. Így tehát minden k számossághoz, az izomorfizmus erejéig, pontosan egy szabad csoport létezik.

## Lásd még
- Csoport
- Generátorhalmaz
- Cayley-gráf